# Монморанси-Танкарвиль, Анн-Луи-Кристиан де
Анн-Луи-Кристиан де Монморанси (фр. Anne-Louis-Christian de Montmorency; 26 мая 1769, Нёйи-сюр-Сен — 25 декабря 1844, Мюнхен), известный как принц де Монморанси-Танкарвиль — французский военный и государственный деятель, принц де Робек, граф де Танкарвиль, пэр Франции, гранд Испании первого класса.

## Биография
Второй сын Анн-Леона II де Монморанси-Фоссё и Шарлотты Анны Франсуазы де Монморанси-Люксембург.
Вместе с семьей эмигрировал в 1790 году. В 1812, после смерти Анна-Луи-Александра де Монморанси, последнего из линии Монморанси-Робек, унаследовал титулы принца де Робек и гранда Испании.
Будучи убежденным роялистом, в отличие от братьев, вернулся во Францию только при Реставрации. Был назначен шефом второго легиона национальной гвардии Руана. 8 июля 1814 пожалован в рыцари ордена Святого Людовика, 29 января 1815 стал генеральным инспектором национальной гвардии департамента Нижней Сены.
Узнав о высадке во Франции Наполеона, бежавшего с Эльбы, собрал отборный отряд из числа национальных гвардейцев, однако, быстрота продвижения бывшего императора к Парижу и измена регулярных войск не позволили оказать какие-либо услуги монархии. В период Ста дней находился не у дел.
После окончательного разгрома Наполеона вместе с герцогом де Кастром принимал герцогиню Ангулемскую, высадившуюся 26 июля 1815 в Дьепе. В тот же день королевским ордонансом назначен президентом коллегии выборщиков округа Ивето (Нижняя Сена), от которого был избран в Национальное собрание.
Член Палаты депутатов четырех созывов (22.08.1815—5.09.1816; 4.10.1816—17.07.1819; 13.11.1820—9.05.1823; 6.03.1824—5.11.1827) от Нижней Сены. В парламенте примкнул к правым, редко брал слово, голосовал как сторонник министерства, и был одним из пяти кандидатов на пост председателя Палаты.
В 1820 году стал вице-президентом административного комитета попечительской ассоциации кавалеров ордена Святого Людовика. 4 сентября 1822 произведен в лагерные маршалы, 5 ноября 1827 назначен членом Палаты пэров.
После Июльской революции отказался принести присягу новой династии и эмигрировал в Баварию, где и умер.

## Семья
Жена (6.09.1797): графиня Мария-Генриетта де Бек де Льевр де Кани (5.09.1771—15.03.1833), дочь Анна-Луи-Роже де Бек де Льевра де Кани, маркиза де Кевийи
Дети:
- Анна Шарлотта Мари Генриетта де Монморанси (28.08.1798—22.09.1860), принцесса де Робек. Муж (27.10.1817): граф Эммануэль-Луи-Тимолеон де Коссе-Бриссак (1793—1870)
- Анна Сидония Жозефина Мари де Монморанси (17.12.1799—28.01.1878). Муж (06.1819): граф Эдуар де Ла Шатр (ум. 1861), брак бездетный
- Анн-Кристиан-Мари-Гастон де Монморанси (4.05.1801—17.12.1853), принц де Робек. Был холост, бездетен
- Анна Амели Элиза Мари де Монморанси (24.04.1803—15.04.1883). Муж (31.08.1824): маркиз Арман де Бьенкур (1802—1862)
- Анн-Филипп-Мари-Кристиан де Монморанси (25.05.1806—12.1826), был холост